# Nowa Romaniwka
Nowa Romaniwka (ukr. Нова Романівка) – wieś na Ukrainie, w obwodzie żytomierskim, w rejonie nowogrodzkim, w pobliżu ujścia Tni do Słuczy. W 2001 roku liczyła 647 mieszkańców.